# Proton Competition

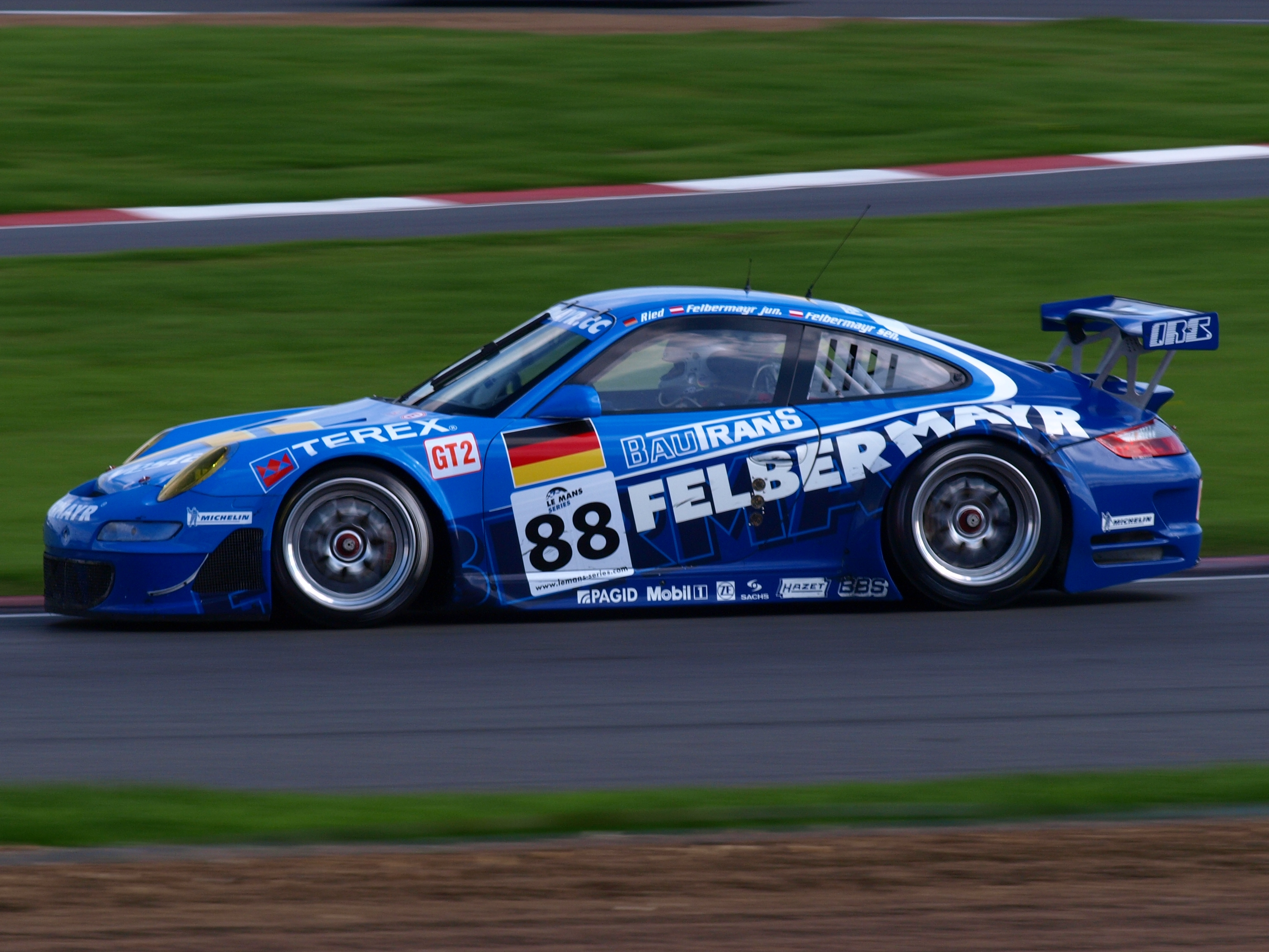
La Porsche 911 GT3 RSR (997) n°88 lors des 1 000 kilomètres de Silverstone 2008...

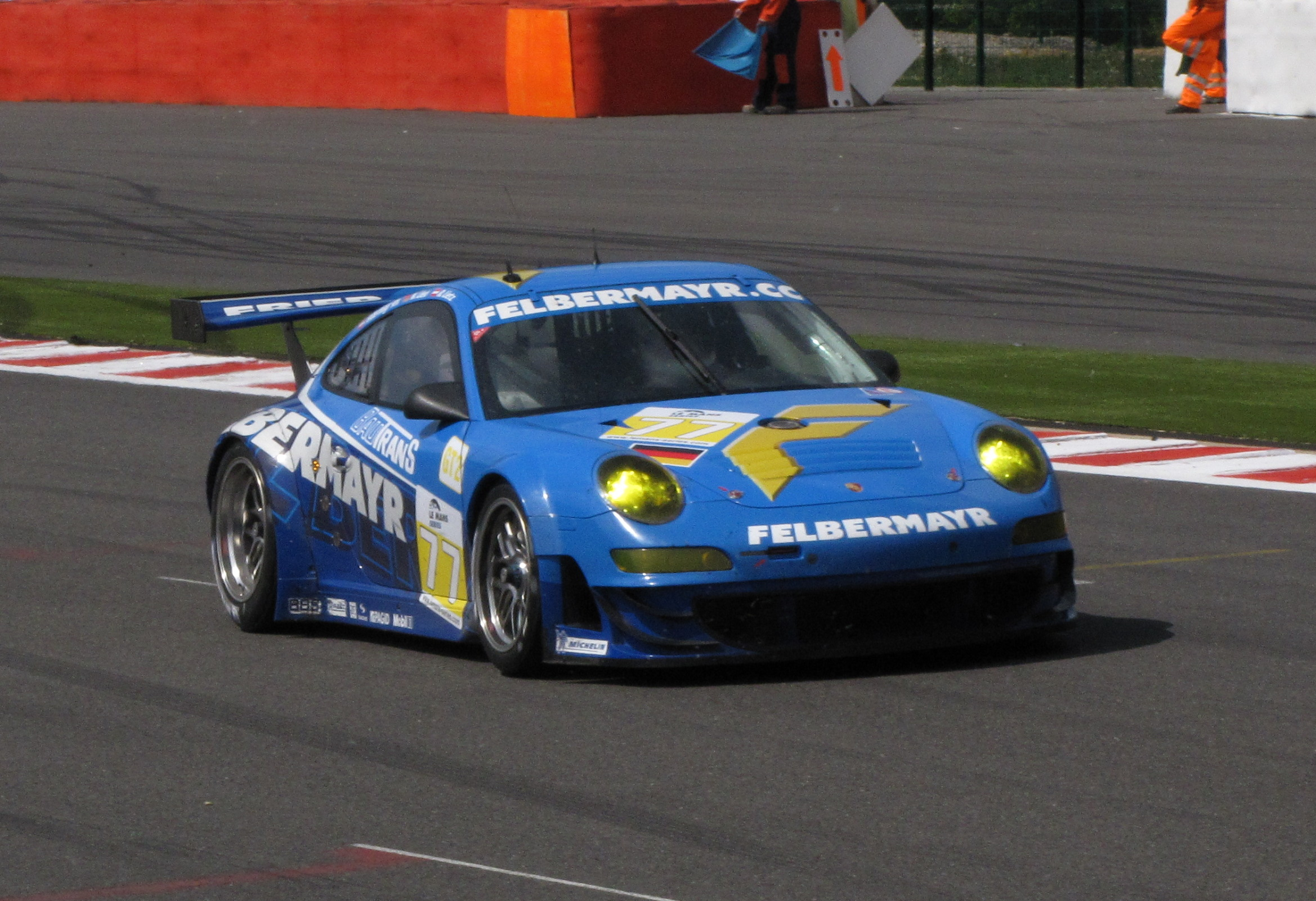
... la n°77 lors des 1 000 kilomètres de Spa 2009.

Proton Competition (anciennement Team Felbermayr Proton et désormais Proton Racing) est une écurie allemande de sport automobile fondée en 1996. En 2006, avec l'association de Horst Felbermayr, Sr. et Gerold Ried l'écurie devient Team Felbermayr-Proton.

## Palmarès
Victoires
- 24 Heures du Mans
  - Victoire dans la catégorie GTE Am aux 24 Heures du Mans 2018
- 12 Heures de Sebring
  - Victoire dans la catégorie GTLM aux 12 Heures de Sebring 2021 sous le WheatherTech Racing

| Date             | Championnat    | Epreuve                 | Pilotes                   | Catégorie |
| ---------------- | -------------- | ----------------------- | ------------------------- | --------- |
| 15 avril 2007    | Le Mans Series | 1 000 km de Monza       | Pompidou-Lieb             | LMGT2     |
| 19 août 2007     | Le Mans Series | 1 000 km de Spa         | Pompidou-Lieb             | LMGT2     |
| 10 novembre 2007 | Le Mans Series | Mil Milhas Brasil       | Pompidou-Basseng-Lieb     | LMGT2     |
| 5 avril 2009     | Le Mans Series | 1 000 km de Catalogne   | Lietz-Lieb                | LMGT2     |
| 10 mai 2009      | Le Mans Series | 1 000 km de Spa         | Lietz-Lieb-Felbermayr Sr. | LMGT2     |
| 23 août 2009     | Le Mans Series | 1 000 km du Nürburgring | Lietz-Lieb                | LMGT2     |
| 11 avril 2010    | Le Mans Series | 8 heures du Castellet   | Lietz-Lieb-Felbermayr Sr. | LMGT2     |
| 9 mai 2010       | Le Mans Series | 1 000 km de Spa         | Lietz-Lieb                | LMGT2     |
| 13 juin 2010     | .              | 24 Heures du Mans 2010  | Lietz-Lieb-Henzler        | LMGT2     |
| 22 août 2010     | Le Mans Series | 1 000 km du Hungaroring | Lietz-Lieb                | LMGT2     |

Titres
- Champion Le Mans Series, catégorie LMGT2, en 2009 et 2010
- Vainqueur de la catégorie LMGT2 aux 24 Heures du Mans 2010
- Vainqueur de la catégorie LMGT2 du classement par équipes de l'Intercontinental Le Mans Cup 2010
- Champion GTE European Le Mans Series 2018 et 2020

## Résultats en Championnat du monde d'endurance FIA
| Saison    | Catégorie | Écurie                  | Châssis                   | Moteur               | Pneus    | Numéro | Courses | Courses | Courses | Courses | Courses | Courses | Courses | Courses | Courses | Points inscrits | Classement |
| Saison    | Catégorie | Écurie                  | Châssis                   | Moteur               | Pneus    | Numéro | 1       | 2       | 3       | 4       | 5       | 6       | 7       | 8       | 9       | Points inscrits | Classement |
| --------- | --------- | ----------------------- | ------------------------- | -------------------- | -------- | ------ | ------- | ------- | ------- | ------- | ------- | ------- | ------- | ------- | ------- | --------------- | ---------- |
| 2012      | LMGTE Pro | Team Felbermayr-Proton  | Porsche 911 GT3 RSR (997) | Porsche 4.0 L Flat-6 | Michelin | 77     | SEB     | SPA     | LMS     | SIL     | SÃO     | BHR     | FUJ     | SHA     |         | 133             | 3e         |
| 2012      | LMGTE Pro | Team Felbermayr-Proton  | Porsche 911 GT3 RSR (997) | Porsche 4.0 L Flat-6 | Michelin | 77     | 2e      | 1er     | Abd     | 4e      | 3e      | 3e      | 1er     | 2e      |         | 133             | 3e         |
| 2012      | LMGTE Am  | Team Felbermayr-Proton  | Porsche 911 GT3 RSR (997) | Porsche 4.0 L Flat-6 | Michelin | 88     | SEB     | SPA     | LMS     | SIL     | SÃO     | BHR     | FUJ     | SHA     |         | 153             | 2e         |
| 2012      | LMGTE Am  | Team Felbermayr-Proton  | Porsche 911 GT3 RSR (997) | Porsche 4.0 L Flat-6 | Michelin | 88     | 1er     | 2e      | Abd     | 2e      | 1er     | 1er     | 3e      | 2e      |         | 153             | 2e         |
| 2013      | LMGTE Am  | Proton Competition      | Porsche 911 GT3 RSR (997) | Porsche 4.0 L Flat-6 | Michelin | 88     | SIL     | SPA     | LMS     | SÃO     | CDA     | FUJ     | SHA     | BHR     |         | 84.5            | 6e         |
| 2013      | LMGTE Am  | Proton Competition      | Porsche 911 GT3 RSR (997) | Porsche 4.0 L Flat-6 | Michelin | 88     | 5e      | 5e      | 8e      | 3e      | 5e      | 3e      | 4e      | Abd     |         | 84.5            | 6e         |
| 2014      | LMGTE Am  | Proton Competition      | Porsche 911 RSR (991)     | Porsche 4.0 L Flat-6 | Michelin | 88     | SIL     | SPA     | LMS     | CDA     | FUJ     | SHA     | BHR     | SÃO     |         | 121             | 3e         |
| 2014      | LMGTE Am  | Proton Competition      | Porsche 911 RSR (991)     | Porsche 4.0 L Flat-6 | Michelin | 88     | 4e      | 4e      | 2e      | 3e      | 4e      | 5e      | 4e      | 4e      |         | 121             | 3e         |
| 2015      | LMGTE Am  | Dempsey Racing-Proton   | Porsche 911 RSR (991)     | Porsche 4.0 L Flat-6 | Michelin | 77     | SIL     | SPA     | LMS     | NÜR     | CDA     | FUJ     | SHA     | BHR     |         | 131             | 4e         |
| 2015      | LMGTE Am  | Dempsey Racing-Proton   | Porsche 911 RSR (991)     | Porsche 4.0 L Flat-6 | Michelin | 77     | 6e      | 5e      | 2e      | 4e      | 4e      | 1er     | 4e      | 3e      |         | 131             | 4e         |
| 2015      | LMGTE Am  | Abu Dhabi-Proton Racing | Porsche 911 RSR (991)     | Porsche 4.0 L Flat-6 | Michelin | 88     | SIL     | SPA     | LMS     | NÜR     | CDA     | FUJ     | SHA     | BHR     |         | 82              | 5e         |
| 2015      | LMGTE Am  | Abu Dhabi-Proton Racing | Porsche 911 RSR (991)     | Porsche 4.0 L Flat-6 | Michelin | 88     | 5e      | 4e      | Abd     | 6e      | 2e      | 5e      | 7e      | 2e      |         | 82              | 5e         |
| 2016      | LMGTE Pro | Dempsey-Proton Racing   | Porsche 911 RSR (991)     | Porsche 4.0 L Flat-6 | Michelin | 77     | SIL     | SPA     | LMS     | NÜR     | MEX     | CDA     | FUJ     | SHA     | BHR     | 88              | 7e         |
| 2016      | LMGTE Pro | Dempsey-Proton Racing   | Porsche 911 RSR (991)     | Porsche 4.0 L Flat-6 | Michelin | 77     | 6e      | 4e      | 8e      | 6e      | 6e      | 6e      | 7e      | 6e      | 7e      | 88              | 7e         |
| 2016      | LMGTE Am  | Abu Dhabi-Proton Racing | Porsche 911 RSR (991)     | Porsche 4.0 L Flat-6 | Michelin | 88     | SIL     | SPA     | LMS     | NÜR     | MEX     | CDA     | FUJ     | SHA     | BHR     | 153             | 2e         |
| 2016      | LMGTE Am  | Abu Dhabi-Proton Racing | Porsche 911 RSR (991)     | Porsche 4.0 L Flat-6 | Michelin | 88     | 5e      | 6e      | 3e      | 4e      | 1er     | 5e      | 5e      | 4e      | 1er     | 153             | 2e         |
| 2017      | LMGTE Am  | Dempsey-Proton Racing   | Porsche 911 RSR (991)     | Porsche 4.0 L Flat-6 | Dunlop   | 77     | SIL     | SPA     | LMS     | NÜR     | MEX     | CDA     | FUJ     | SHA     | BHR     | 174             | 3e         |
| 2017      | LMGTE Am  | Dempsey-Proton Racing   | Porsche 911 RSR (991)     | Porsche 4.0 L Flat-6 | Dunlop   | 77     | 3e      | 2e      | 6e      | 1er     | 1er     | 4e      | 3e      | 3e      | 4e      | 174             | 3e         |
| 2018-2019 | LMGTE Am  | Dempsey-Proton Racing   | Porsche 911 RSR           | Porsche 4.0 L Flat-6 | Michelin |        | SPA     | LMS     | SIL     | FUJ     | SHA     | SEB     | SPA     | LMS     |         |                 |            |
| 2018-2019 | LMGTE Am  | Dempsey-Proton Racing   | Porsche 911 RSR           | Porsche 4.0 L Flat-6 | Michelin | 77     | 4e      | 1er     | 1er     | Dsq.    | 1er     | 1er     | 1er     | 4e      |         | 110             | 2e         |
| 2018-2019 | LMGTE Am  | Dempsey-Proton Racing   | Porsche 911 RSR           | Porsche 4.0 L Flat-6 | Michelin | 88     | 6e      | Abd     | 8e      | Dsq.    | 3e      | 7e      | 9e      | Abd     |         | 26              | 9e         |
| 2019-2020 | LMGTE Am  | Dempsey-Proton Racing   | Porsche 911 RSR           | Porsche 4.0 L Flat-6 | Michelin |        | SIL     | FUJ     | SHA     | BAH     | CAM     | SPA     | LMS     | BAH     |         |                 |            |
| 2019-2020 | LMGTE Am  | Dempsey-Proton Racing   | Porsche 911 RSR           | Porsche 4.0 L Flat-6 | Michelin | 77     | 5e      | 5e      | 11e     | 6e      | 5e      | 2e      | 2e      | 7e      |         | 107.5           | 4e         |
| 2019-2020 | LMGTE Am  | Dempsey-Proton Racing   | Porsche 911 RSR           | Porsche 4.0 L Flat-6 | Michelin | 88     | 11e     | 9e      | 6e      | Abd     | 9e      | 5e      | NC      | 3e      |         | 45.5            | 9e         |